# Zentrum für Neuropathologie und Prionforschung
Das Zentrum für Neuropathologie und Prionforschung (kurz ZNP) in München ist ein Forschungsgebäude für Hirnforschung an der Ludwig-Maximilians-Universität mit Standpunkt an der Feodor-Lynn-Straße in Hadern. Nach Ansicht von Hans A. Kretzschmar befindet sich am ZNP eines der „wichtigsten Zentren der Prionforschung“. Im Juli 2004 fand am Zentrum der Auftakt zu Brain-Net Europe II statt, einem von der EU-Kommission geförderten und aus dem ZNP koordinierten Forschungsprojekt mit mehreren vernetzten Gehirngewebebanken in ganz Europa.
Das ZNP wurde im März 2004 nach zweijähriger Bauzeit eröffnet, kostete knapp 20 Millionen Euro und beherbergt Labors (darunter Sicherheitslabors mit den Sicherheitsstufen S2 und S3) und Büros. Es untersucht besonders die Pathologie und Genetik von Hirntumoren und neurodegenerativen Krankheiten. Hauptsächlich werden im ZNP Mäuse bei Versuchen zu Hirnerkrankungen verwendet, beispielsweise für das Verständnis der Pathologie bei Parkinson oder Alzheimer. Arbeitsschwerpunkte liegen auf molekularer und zellulärer Neurobiologie.
Das ZNP beherbergt das Institut für Neuropathologie, die Neurobiobank München, den Bayerischen Forschungsverbund Prionen (FORPRION) mit dreißig mit dem Max-Planck-Institut für Biochemie vernetzten Projekten bayerischer Universitäten, die Leitung der Deutschen CJD Surveillance (epidemiologische Überwachung der Creutzfeldt-Jakob-Krankheit in Deutschland) und eine von Eckhard Wolf geleitete Arbeitsgruppe des Laboratoriums für funktionale Genomanalyse (LAFUGA) und ist Referenzzentrum der Deutschen Gesellschaft für Neuropathologie und Neuroanatomie (DGNN).
Zunächst wurde es von Hans Kretzschmar geleitet, seit 2016 von Jochen Herms.